# Forhjulstræk
Forhjulstræk er en teknik som anvendes på biler, som drives af forhjulene.
Fordelene med denne løsning sammenlignet med baghjulstræk er en mere kompakt installation i biler med frontmotor, eftersom der ikke behøves nogen kardanaksel til at overføre kræfterne til baghjulene, øget stabilitet, eftersom forhjulstrækket bliver trækkende i stedet for skubbende, samt i mange tilfælde bedre fremkommelighed takket være mere tyngde over de drivende hjul. Ulemperne er at konstruktionen bliver sværere at vedligeholde, og at føreren ikke kan udnytte overstyringen, som findes på baghjulstrukne biler, for at tage kurver i høj fart. Accelerationsegenskaberne ved kraftig acceleration med stor vægtforskydning bagud gør forhjulstræk mindre egnet til motorstærke biler.
| Stub | Spire Denne bilrelaterede artikel er en spire som bør udbygges. Du er velkommen til at hjælpe Wikipedia ved at udvide den. |